# Хеллер, Рэнди
Рэнди Хеллер (англ. Randee Heller, род. 10 июня 1947) — американская актриса.

## Биография
Рэнди Хеллер родилась в 1947 году в Бруклине. Училась в Колледже Эмерсон. В 1969 году окончила Университет Адельфи.

## Карьера
Хеллер за свою карьеру сыграла более семидесяти ролей на телевидении и в кино. Она добилась первой известности в конце семидесятых благодаря роли в ситкоме «Мыло», где сыграла первого персонажа-лесбиянку в истории телевидения. В восьмидесятых она сыграла главные роли в трех недолго просуществовавших ситкомах и в основном была заметна благодаря второстепенным ролям в таких сериалах как «Слава» и «Звонящий в полночь». Хеллер добилась наибольшего признания благодаря своей роли в телесериале «Безумцы», которая принесла ей номинацию на Премию «Эмми» в категории «Лучшая приглашённая актриса в драматическом телесериале» в 2011 году. На большом экране она наиболее известна по роли в фильме 1984 года «Малыш-каратист».

## Избранная фильмография
| Год  |   | Русское название      | Оригинальное название | Роль  |
| ---- | - | --------------------- | --------------------- | ----- |
| 2011 | с | Отчаянные домохозяйки | Desperate Housewives  | Карен |